# Лоссиевский, Михаил Владимирович
Михаил Владимирович Лоссиевский (ок. 1850—1884) — краевед, этнограф. Член Русского географического общества.

## Биография
Лоссиевский Михаил Владимирович родился в 1850 году в семье писателя Владимира Степановича Лосиевского.
Являлся действительным членом Уфимского губернского статистического комитета. Исследования Лоссиевского посвящены фольклору, этнографии и истории башкирского народа. Собирал башкирские легенды, сказания, песни, предания и другие произведения фольклора.
В 1876 году опубликовал в газете «Оренбургский листок» (№ 24) статью «Башкирская легенда о месяце», где рассказывает поэтическое сказание о луне и башкирке. В данном произведении луна, как и в других башкирских сказках, является существом мужского рода. Когда башкирка идёт за водой, месяц берёт девушку-красавицу к себе в жены, и с тех пор она стоит там с коромыслом и ведрами.
Лоссиевский публикует хронику «Старинные ханства». В хронике приводится шежере юрматынцев, записанное им в деревне Кунакбаево Стерлитамакского уезда.
В 1882 году в газете «Волжско-Камское слово» (№ 221) опубликовал работу «Пугачёвский бригадир Салават и Фариза».
В 1883 году в «Памятной книжке Уфимской губернии» была опубликована работа Лоссиевского — «Прошлое Башкортостана и башкир по легендам, сказаниям и шэжэре». М. И. Уметбаев участвовал в написании глав «Древние верования и быт башкир», «Башкирские говоры», «Духовный мир и литература башкир» и помогал с переводом. К данному труду прилагались «Башкирские улени и песни», сообщенные автору тем же Уметбаевым. Описывается песня «Ашкадар», сложенная на память о муже, утонувшем в реке Ашкадар, и другие.
По описанным в данной работе легендам, башкиры жили родовым строем и управлялись ханом, последним из которых был Тюря Бабату Клюссов. Его ставка располагалась на мысу, при слиянии рек Уфы и Белой, которая более известна как Чёртово городище. Цитадель хана была укреплена рвами и валами, имела тайный ход к реке Уфе.

## Сочинения
- Кое-что о Башкирии и о башкирах в их прошлом и настоящем. Уфа, 1903.
- Пугачёвский бригадир, певец и импровизатор.// Наш Салават. Уфа, 1882.